# 興富駅
興富駅（フンブえき）は、大韓民国慶尚北道蔚珍郡に位置する韓国鉄道公社東海線の駅である。

## 駅構造
- 1面1線の高架駅である。

## 歴史
- 2025年1月1日：開業。

## 隣の駅
韓国鉄道公社
東海線
竹辺駅 - 興富駅 - 沃原駅